# Чехия на зимних Олимпийских играх 2018
Чехия на зимних Олимпийских играх 2018 года была представлена 93 спортсменами в 6 видах спорта. На церемонии открытия Игр право нести национальный флаг было доверено олимпийской чемпионке 2014 года сноубордистке Еве Самковой, а на церемонии закрытия — лыжнице и сноубордистке Эстер Ледецкой, которая стала первой в истории женщиной, выигравшей олимпийское золото на одних зимних Играх в двух разных дисциплинах. По итогам соревнований на счету чешских спортсменов были 2 золотые, 2 серебряные и 3 бронзовые медали, что позволило сборной Чехии занять 14-е место в неофициальном медальном зачёте.

## Медали

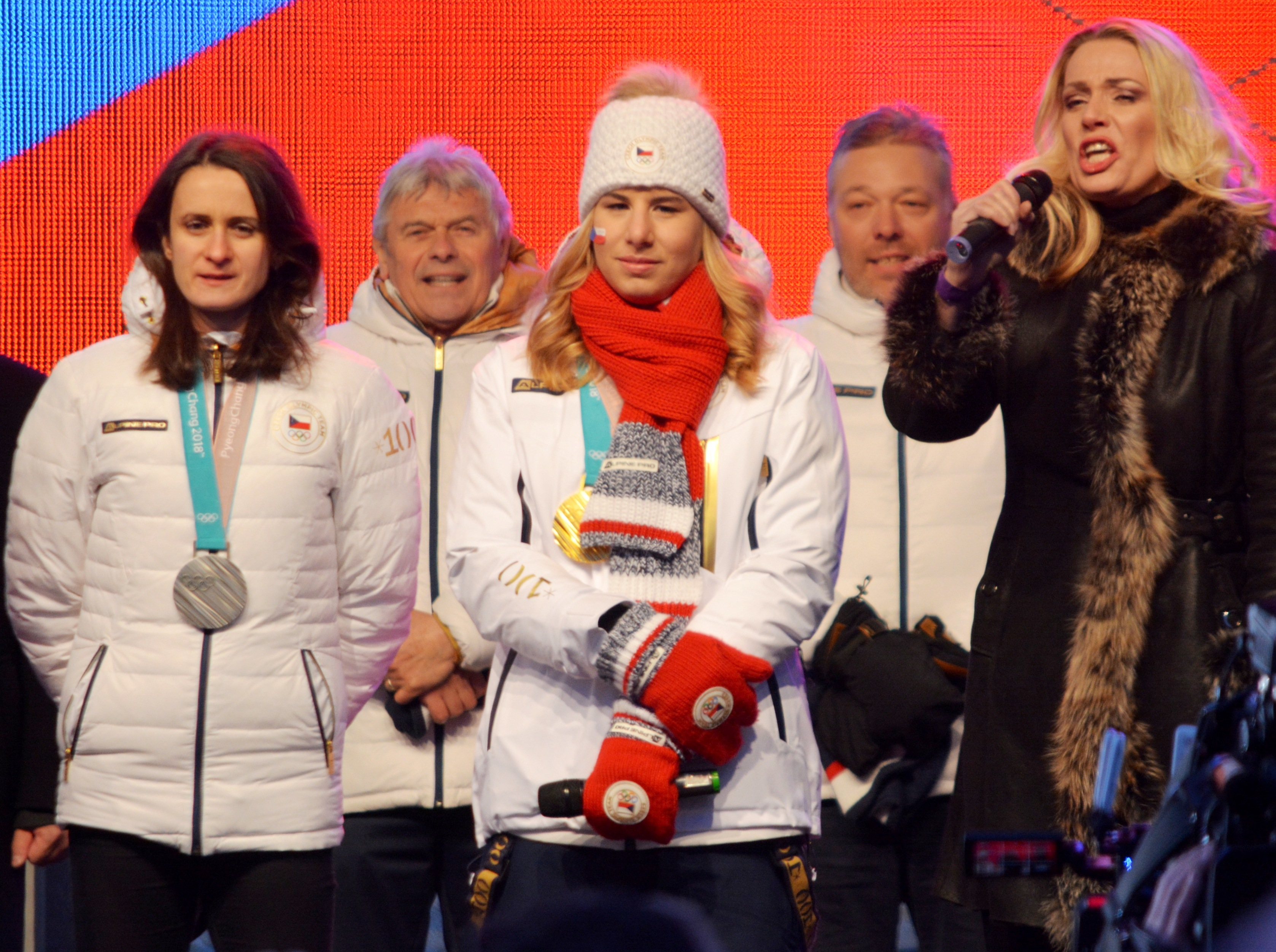
Эстер Ледецкая (в центре) и Мартина Сабликова (первая слева) на чествовании чешских призёров Олимпийских игр в Праге в феврале 2018 года

| Золото  |                   |                                                    |            |
| №       | Спортсмены        | Вид спорта (дисциплина)                            | Дата       |
| 1       | Эстер Ледецкая    | Горнолыжный спорт (супергигант, женщины)           | 17 февраля |
| 2       | Эстер Ледецкая    | Сноуборд (параллельный гигантский слалом, женщины) | 24 февраля |
| Серебро |                   |                                                    |            |
| №       | Спортсмены        | Вид спорта (дисциплина)                            | Дата       |
| 1       | Михал Крчмарж     | Биатлон (спринт, мужчины)                          | 11 февраля |
| 2       | Мартина Сабликова | Конькобежный спорт (5000 метров, женщины)          | 16 февраля |
| Бронза  |                   |                                                    |            |
| №       | Спортсмены        | Вид спорта (дисциплина)                            | Дата       |
| 1       | Вероника Виткова  | Биатлон (спринт, женщины)                          | 10 февраля |
| 2       | Ева Самкова       | Сноуборд (сноуборд-кросс, женщины)                 | 16 февраля |
| 3       | Каролина Эрбанова | Конькобежный спорт (500 метров, женщины)           | 18 февраля |

## Состав сборной
Биатлон
1. Адам Вацлавик
2. Михал Крчмарж
3. Ондржей Моравец
4. Ярослав Соукуп
5. Михал Шлезингр
6. Вероника Виткова
7. Маркета Давидова
8. Йессика Йислова
9. Ева Пускарчикова

 Бобслей
1. Ян Врба
2. Якуб Гавлин
3. Доминик Дворак
4. Ярослав Копршива
5. Якуб Носек
6. Ян Стокласка
7. Доминик Сухый
8. Ян Шинделарж
9. Давид Эгиды

 Горнолыжный спорт
1. Ондржей Берндт
2. Ян Забыстржан
3. Адам Коцман
4. Филип Форейтек
5. Ян Худек
6. Мартина Дубовская
7. Эстер Ледецкая
8. Катержина Паулатова
9. Габриэла Цапова

 Конькобежный спорт
1. Никола Здрагалова
2. Мартина Сабликова
3. Каролина Эрбанова

 Лыжное двоеборье
1. Лукаш Данек
2. Мирослав Дворжак
3. Ондржей Пажоут
4. Томаш Портык

 Лыжные гонки
1. Петр Кноп
2. Михал Новак
3. Алеш Разим
4. Мирослав Рыпл
5. Мартин Якш
6. Катержина Бероушкова
7. Барбора Гавличкова
8. Петра Гинчицова
9. Каролина Грогова
10. Петра Новакова

 Прыжки на лыжах с трамплина
1. Лукаш Глава
2. Честмир Кожишек
3. Роман Коуделька
4. Виктор Полашек
5. Войтех Штурса

 Санный спорт
1. Ондржей Гиман
2. Антонин Брож
3. Лукаш Брож
4. Матей Квичала
5. Яромир Кудера
6. Тереза Носкова

 Сноуборд
1. Ян Кубичик
2. Петр Горак
3. Катержина Воячкова
4. Вендула Гопьякова
5. Эстер Ледецкая
6. Шарка Панчохова
7. Ева Самкова

 Фигурное катание
1. Мартин Бидар
2. Михал Бржезина
3. Михал Чешка
4. Анна Душкова
5. Кортни Мансур

 Фристайл
1. Николь Кучерова

 Хоккей
1. Патрик Бартошак
2. Михал Бирнер
3. Ондржей Витасек
4. Михал Вондрка
5. Роман Горак
6. Томаш Зогорна
7. Михал Йордан
8. Ян Коварж
9. Ян Коларж
10. Петр Коукал
11. Доминик Кубалик
12. Томаш Кундратек
13. Томаш Мертл
14. Войтех Мозик
15. Якуб Накладал
16. Ондржей Немец
17. Адам Полашек
18. Лукаш Радил
19. Михал Ржепик
20. Мартин Ружичка
21. Иржи Секач
22. Павел Францоуз
23. Доминик Фурх
24. Роман Червенка
25. Мартин Эрат

 Шорт-трек
1. Михаэла Сейпалова

## Результаты соревнований

### Биатлон
Большинство олимпийских лицензий на Игры 2018 года были распределены по результатам выступления стран в зачёт Кубка наций в рамках Кубка мира 2016/2017. По его результатам мужская сборная Чехии заняла 7-е место, благодаря чему заработала 5 олимпийских лицензий, а женская сборная, занявшая 4-е место получила право заявить для участия в соревнованиях 6 спортсменок. При этом в одной дисциплине страна может выставить не более четырёх биатлонистов.
Также на Игры были заявлены Леа Йоханидешова и Вероника Зваржичова, однако они не стартовали ни в одной из гонок.
Мужчины
| Соревнование         | Спортсмены                                                  | Стрельба                             | Время                                     | Место   | Отставание                         |
| -------------------- | ----------------------------------------------------------- | ------------------------------------ | ----------------------------------------- | ------- | ---------------------------------- |
| спринт               | Михал Крчмарж                                               | 0+0                                  | 23:43,2                                   | 2       | +4,4                               |
| спринт               | Ондржей Моравец                                             | 1+0                                  | 24:46,7                                   | 29      | +1:07,9                            |
| спринт               | Михал Шлезингр                                              | 0+4                                  | 26:06,0                                   | 69      | +2:27,2                            |
| спринт               | Адам Вацлавик                                               | 2+2                                  | 26:15,4                                   | 73      | +2:36,6                            |
| гонка преследования  | Михал Крчмарж                                               | 2+0+3+2                              | 36:41,6                                   | 30      | +3:49,9                            |
| гонка преследования  | Ондржей Моравец                                             | 1+2+2+3                              | 38:45,9                                   | 51      | +5:54,2                            |
| индивидуальная гонка | Михал Крчмарж                                               | 0+1+0+0                              | 49:19,3                                   | 7       | +1:15,5                            |
| индивидуальная гонка | Ондржей Моравец                                             | 0+0+0+1                              | 49:56,9                                   | 12      | +1:53,1                            |
| индивидуальная гонка | Михал Шлезингр                                              | 0+3+0+1                              | 52:35,5                                   | 45      | +4:31,7                            |
| индивидуальная гонка | Адам Вацлавик                                               | 0+4+1+1                              | 54:31,7                                   | 67      | +6:27,9                            |
| масс-старт           | Ондржей Моравец                                             | 0+0+0+1                              | 36:23,6                                   | 11      | +36,3                              |
| масс-старт           | Михал Крчмарж                                               | 1+1+1+2                              | 38:09,9                                   | 26      | +2:22,6                            |
| эстафета 4×7,5 км    | Ондржей Моравец Михал Шлезингр Ярослав Соукуп Михал Крчмарж | 2+13 0+0 0+3 0+1 0+0 0+1 1+3 0+2 1+3 | 1:19:23,6 18:58,1 18:36,5 20:40,3 21:08,7 | 7 1 6 7 | +4:07,1 +34,5 +0,0 +1:53,0 +4:07,1 |

Женщины
| Соревнование         | Спортсмены                                                         | Стрельба                     | Время                                     | Место         | Отставание                            |
| -------------------- | ------------------------------------------------------------------ | ---------------------------- | ----------------------------------------- | ------------- | ------------------------------------- |
| спринт               | Вероника Виткова                                                   | 0+1                          | 21:32,0                                   | 3             | +25,8                                 |
| спринт               | Маркета Давидова                                                   | 1+0                          | 22:03,3                                   | 15            | +57,1                                 |
| спринт               | Йессика Йислова                                                    | 1+0                          | 22:29,1                                   | 23            | +1:22,9                               |
| спринт               | Ева Пускарчикова                                                   | 2+1                          | 23:19,8                                   | 43            | +2:13,6                               |
| гонка преследования  | Вероника Виткова                                                   | 0+1+0+2                      | 32:12,6                                   | 7             | +1:37,3                               |
| гонка преследования  | Йессика Йислова                                                    | 0+1+1+1                      | 33:24,3                                   | 23            | +2:49,0                               |
| гонка преследования  | Маркета Давидова                                                   | 1+2+1+2                      | 33:29,8                                   | 25            | +2:54,5                               |
| гонка преследования  | Ева Пускарчикова                                                   | 2+1+0+0                      | 33:53,8                                   | 32            | +3:18,5                               |
| индивидуальная гонка | Вероника Виткова                                                   | 1+1+1+0                      | 44:31,5                                   | 18            | +3:24,3                               |
| индивидуальная гонка | Ева Пускарчикова                                                   | 1+0+2+0                      | 46:22,0                                   | 44            | +5:14,8                               |
| индивидуальная гонка | Маркета Давидова                                                   | 1+1+0+3                      | 47:06,7                                   | 57            | +5:59,5                               |
| индивидуальная гонка | Йессика Йислова                                                    | 1+1+0+3                      | 49:00,6                                   | 72            | +7:53,4                               |
| масс-старт           | Вероника Виткова                                                   | 0+0+0+1                      | 36:57,8                                   | 14            | +1:34,8                               |
| масс-старт           | Маркета Давидова                                                   | 0+1+1+1                      | 37:23,8                                   | 18            | +2:00,8                               |
| эстафета 4×6 км      | Ева Пускарчикова Йессика Йислова Маркета Давидова Вероника Виткова | 4+11 0+1 0+2 0+0 2+3 0+0 0+2 | 1:13:59,7 17:21,4 19:56,1 18:57,9 17:44,3 | 12 6 14 15 12 | +1:56,3 +32,4 +1:55,3 +1:56,7 +1:56,3 |

Смешанная эстафета
| Соревнование       | Спортсмены                                                      | Стрельба                    | Время                                     | Место     | Отставание                            |
| ------------------ | --------------------------------------------------------------- | --------------------------- | ----------------------------------------- | --------- | ------------------------------------- |
| смешанная эстафета | Вероника Виткова Маркета Давидова Ондржей Моравец Михал Крчмарж | 0+8 0+2 0+1 0+3 0+0 0+0 0+1 | 1:10:13,6 16:07,4 16:54,6 18:24,4 18:47,2 | 8 4 8 9 8 | +1:39,3 +23,3 +1:13,4 +1:23,1 +1:39,3 |

### Бобслей

#### Бобслей
Квалификация спортсменов для участия в Олимпийских играх осуществлялась на основании рейтинга IBSF (англ. IBSF Ranking) по состоянию на 14 января 2018 года. По его результатам сборная Чехии завоевала по две олимпийские лицензии в мужских двойках и четвёрках.
Мужчины
| Соревнование | Спортсмены                                              | 1 заезд   | 1 заезд | 2 заезд   | 2 заезд | 3 заезд   | 3 заезд | 4 заезд               | 4 заезд               | Итоговый результат | Итоговое место | Отставание |
| Соревнование | Спортсмены                                              | Результат | Место   | Результат | Место   | Результат | Место   | Результат             | Место                 | Итоговый результат | Итоговое место | Отставание |
| ------------ | ------------------------------------------------------- | --------- | ------- | --------- | ------- | --------- | ------- | --------------------- | --------------------- | ------------------ | -------------- | ---------- |
| двойки       | Доминик Дворак Якуб Носек                               | 49,70     | 15      | 49,63     | 14      | 49,67     | 17      | 49,86                 | 19                    | 3:18,86            | 17             | +2,00      |
| двойки       | Ян Врба Якуб Гавлин                                     | 49,93     | 23      | 50,07     | 22      | 49,86     | 21      | завершили выступление | завершили выступление | 2:29,86            | 23             | —          |
| четвёрки     | Доминик Дворак Ярослав Копршива Ян Шинделарж Якуб Носек | 49,07     | 11      | 49,97     | 26      | 50,05     | 25      | завершили выступление | завершили выступление | 2:29,09            | 21             | —          |
| четвёрки     | Ян Врба Ян Стокласка Доминик Сухый Давид Эгиды          | 49,73     | 23      | 49,81     | 21      | 50,05     | 25      | завершили выступление | завершили выступление | 2:29,59            | 24             | —          |

### Коньковые виды спорта

#### Конькобежный спорт
По сравнению с прошлыми Играми в программе конькобежного спорта произошёл ряд изменений. Были добавлены соревнвнования в масс-старте, где спортсменам необходимо будет преодолеть 16 кругов, с тремя промежуточными финишами, набранные очки на которых помогут в распределении мест, начиная с 4-го. Также впервые с 1994 года конькобежцы будут бежать дистанцию 500 метров только один раз. Распределение квот происходило по итогам первых четырёх этапов Кубка мира. По их результатам был сформирован сводный квалификационный список, согласно которому сборная Чехии стала обладателем олимпийских лицензий на всех женских дистанциях, за исключением командной гонки.
Женщины
Индивидуальные гонки
| Соревнование | Спортсмены        | Результат | Место | Отставание |
| ------------ | ----------------- | --------- | ----- | ---------- |
| 500 метров   | Каролина Эрбанова | 37,34     | 3     | +0,40      |
| 1000 метров  | Каролина Эрбанова | 1:14,95   | 7     | +1,39      |
| 1000 метров  | Никола Здрагалова | 1:16,43   | 19    | +2,87      |
| 1500 метров  | Никола Здрагалова | 1:58,03   | 11    | +3,68      |
| 3000 метров  | Мартина Сабликова | 4:00,54   | 4     | +1,33      |
| 3000 метров  | Никола Здрагалова | 4:11,36   | 15    | +12,15     |
| 5000 метров  | Мартина Сабликова | 6:51,85   | 2     | +1,62      |

Масс-старт
| Соревнование | Спортсмены        | Полуфинал | Полуфинал | Полуфинал | Полуфинал | Полуфинал | Финал | Финал | Финал   | Финал |
| Соревнование | Спортсмены        | Забег     | Круги     | Очки      | Время     | Место     | Круги | Очки  | Время   | Место |
| ------------ | ----------------- | --------- | --------- | --------- | --------- | --------- | ----- | ----- | ------- | ----- |
| масс-старт   | Никола Здрагалова | 2         | 16        | 60        | 8:32,22   | 1 Q       | 16    | 1     | 8:41,35 | 8     |

#### Фигурное катание
Большинство олимпийских лицензий на Игры 2018 года были распределены по результатам выступления спортсменов в рамках чемпионата мира 2017 года. По его результатам сборная Чехии завоевала только одну лицензию в мужском одиночном катании, что стало возможным благодаря 18-му месту Михала Бржезина. Для получения недостающих олимпийских квот необходимо было успешно выступить на турнире Nebelhorn Trophy 2017, где нужно было попасть в число 4-6 сильнейших в зависимости от дисциплины. По итогам трёх дней соревнований чешским спортсменам удалось завоевать лицензии в парном катании и танцах на льду. 7 октября было объявлено, что спортсмены завоевавшие олимпийские лицензии были выбраны для участия в Играх в Пхёнчхане.
| Соревнование              | Спортсмены                  | Короткая программа | Короткая программа | Произвольная программа | Произвольная программа | Всего        | Всего |
| Соревнование              | Спортсмены                  | Сумма баллов       | Место              | Сумма баллов           | Место                  | Сумма баллов | Место |
| ------------------------- | --------------------------- | ------------------ | ------------------ | ---------------------- | ---------------------- | ------------ | ----- |
| мужское одиночное катание | Михал Бржезина              | 85,15              | 9 Q                | 160,92                 | 18                     | 246,07       | 16    |
| парное катание            | Анна Душкова / Мартин Бидар | 63,25              | 15 Q               | 123,08                 | 14                     | 186,33       | 14    |
| танцы на льду             | Кортни Мансур / Михал Чешка | 53,53              | 23                 | завершили выступление  | завершили выступление  | 53,53        | 23    |

#### Шорт-трек
Квалификация на зимние Олимпийские игры в шорт-треке проходила по результатам четырёх этапов Кубка мира 2017/2018. По итогам этих турниров был сформирован олимпийский квалификационный лист, согласно которому чешская сборная получила право заявить для участия в Играх одну женщину.
Женщины
| Соревнование | Спортсмены        | Отборочный раунд | Отборочный раунд | Отборочный раунд | Четвертьфинал | Четвертьфинал | Четвертьфинал | Полуфинал             | Полуфинал             | Полуфинал             | Финал                 | Финал                 | Итоговое место |
| Соревнование | Спортсмены        | Забег            | Результат        | Место            | Забег         | Результат     | Место         | Забег                 | Результат             | Место                 | Результат             | Место                 | Итоговое место |
| ------------ | ----------------- | ---------------- | ---------------- | ---------------- | ------------- | ------------- | ------------- | --------------------- | --------------------- | --------------------- | --------------------- | --------------------- | -------------- |
| 1500 метров  | Михаэла Сейпалова | 3                | 2:30,012         | 4                | не проводится | не проводится | не проводится | завершила выступление | завершила выступление | завершила выступление | завершила выступление | завершила выступление | 24             |

### Лыжные виды спорта

#### Горнолыжный спорт
Квалификация спортсменов для участия в Олимпийских играх осуществлялась на основании специального квалификационного рейтинга FIS по состоянию на 21 января 2018 года. При этом НОК для участия в Олимпийских играх мог выбрать только того спортсмена, который вошёл в топ-500 олимпийского рейтинга в своей дисциплине, и при этом имел определённое количество очков, согласно квалификационной таблице. Страны, не имеющие участников в числе 500 сильнейших спортсменов, могли претендовать только на квоты категории B в технических дисциплинах. По итогам квалификационного отбора сборная Чехии завоевала 5 олимпийских лицензий, а после перераспределения квот получила ещё 4.
Мужчины
| Соревнование      | Спортсмены     | Скоростной спуск/ 1 спуск | Скоростной спуск/ 1 спуск | Слалом/ 2 спуск | Слалом/ 2 спуск | Всего   | Место | Отставание |
| Соревнование      | Спортсмены     | Время                     | Место                     | Время           | Место           | Всего   | Место | Отставание |
| ----------------- | -------------- | ------------------------- | ------------------------- | --------------- | --------------- | ------- | ----- | ---------- |
| скоростной спуск  | Филип Форейтек | не проводится             | не проводится             | не проводится   | не проводится   | 1:44,79 | 38    | +4,54      |
| скоростной спуск  | Ян Худек       | не проводится             | не проводится             | не проводится   | не проводится   | 1:46,42 | 45    | +6,17      |
| скоростной спуск  | Ян Забыстржан  | не проводится             | не проводится             | не проводится   | не проводится   | 1:46,60 | 46    | +6,35      |
| скоростной спуск  | Ондржей Берндт | не проводится             | не проводится             | не проводится   | не проводится   | DNS     | —     | —          |
| супергигант       | Филип Форейтек | не проводится             | не проводится             | не проводится   | не проводится   | 1:28,06 | 34    | +3,62      |
| супергигант       | Ондржей Берндт | не проводится             | не проводится             | не проводится   | не проводится   | 1:28,30 | 35    | +3,86      |
| супергигант       | Ян Забыстржан  | не проводится             | не проводится             | не проводится   | не проводится   | 1:29,68 | 40    | +5,24      |
| супергигант       | Ян Худек       | не проводится             | не проводится             | не проводится   | не проводится   | DNF     | —     | —          |
| комбинация        | Ондржей Берндт | 1:21,81                   | 34                        | 48,10           | 10              | 2:09,91 | 16    | +3,39      |
| комбинация        | Филип Форейтек | 1:22,56                   | 45                        | DNF             | DNF             | —       | —     | —          |
| комбинация        | Ян Забыстржан  | 1:23,65                   | 54                        | DNF             | DNF             | —       | —     | —          |
| слалом            | Ондржей Берндт | DNF                       | DNF                       | —               | —               | —       | —     | —          |
| слалом            | Филип Форейтек | DNF                       | DNF                       | —               | —               | —       | —     | —          |
| слалом            | Ян Забыстржан  | DNF                       | DNF                       | —               | —               | —       | —     | —          |
| слалом            | Адам Коцман    | DNF                       | DNF                       | —               | —               | —       | —     | —          |
| гигантский слалом | Филип Форейтек | 1:12,91                   | 36                        | 1:13,16         | 32              | 2:26,07 | 31    | +8,03      |
| гигантский слалом | Ондржей Берндт | DNF                       | DNF                       | —               | —               | —       | —     | —          |
| гигантский слалом | Ян Забыстржан  | DNF                       | DNF                       | —               | —               | —       | —     | —          |
| гигантский слалом | Адам Коцман    | DNF                       | DNF                       | —               | —               | —       | —     | —          |

Женщины
| Соревнование      | Спортсмены          | Скоростной спуск/ 1 спуск | Скоростной спуск/ 1 спуск | Слалом/ 2 спуск | Слалом/ 2 спуск | Всего   | Место | Отставание |
| Соревнование      | Спортсмены          | Время                     | Место                     | Время           | Место           | Всего   | Место | Отставание |
| ----------------- | ------------------- | ------------------------- | ------------------------- | --------------- | --------------- | ------- | ----- | ---------- |
| скоростной спуск  | Катержина Паулатова | не проводится             | не проводится             | не проводится   | не проводится   | 1:44,69 | 26    | +5,47      |
| супергигант       | Эстер Ледецкая      | не проводится             | не проводится             | не проводится   | не проводится   | 1:21,11 | 1     | +0,00      |
| супергигант       | Катержина Паулатова | не проводится             | не проводится             | не проводится   | не проводится   | 1:24,48 | 33    | +3,37      |
| комбинация        | Катержина Паулатова | 1:44,83                   | 20                        | 44,26           | 17              | 2:29,09 | 17    | +8,19      |
| слалом            | Мартина Дубовская   | 52,90                     | 32                        | 51,87           | 29              | 1:44,77 | 29    | +6,14      |
| слалом            | Габриэла Цапова     | 52,96                     | 33                        | DNF             | DNF             | —       | —     | —          |
| гигантский слалом | Эстер Ледецкая      | 1:14,62                   | 29                        | 1:10,07         | 16              | 2:24,69 | 23    | +4,67      |
| гигантский слалом | Габриэла Цапова     | 1:15,80                   | 34                        | 1:11,62         | 27              | 2:27,42 | 29    | +7,40      |
| гигантский слалом | Катержина Паулатова | DNF                       | DNF                       | —               | —               | —       | —     | —          |
| гигантский слалом | Мартина Дубовская   | DNF                       | DNF                       | —               | —               | —       | —     | —          |

Командные соревнования
Командные соревнования в горнолыжном спорте дебютируют в программе Олимпийских игр. Состав сборной состоит из 4 спортсменов (2 мужчин и 2 женщин). Командные соревнования проводятся как параллельные соревнования с использованием ворот и флагов гигантского слалома. Победитель каждого индивидуального тура приносит 1 очко своей команде. При равном счёте каждая команда получает по одному очку. Если равный счёт имеет место в конце тура (2:2), команда с лучшим суммарным временем лучшей женщины и лучшего мужчины (или вторыми лучшими, если первые имеют равное время) выигрывает тур.
| Соревнование           | Спортсмены                                                      | 1/8 финала           | 1/4 финала            | Полуфинал             | Финал                 | Место |
| Соревнование           | Спортсмены                                                      | Соперник / Результат | Соперник / Результат  | Соперник / Результат  | Соперник / Результат  | Место |
| ---------------------- | --------------------------------------------------------------- | -------------------- | --------------------- | --------------------- | --------------------- | ----- |
| командные соревнования | Габриэла Цапова Мартина Дубовская Ондржей Берндт Филип Форейтек | Италия (3) · П 1:3   | завершили выступление | завершили выступление | завершили выступление | 9     |

#### Лыжное двоеборье
Лыжное двоеборье остаётся единственной олимпийской дисциплиной в программе зимних Игр, в которой участвуют только мужчины. Квалификация спортсменов для участия в Олимпийских играх осуществлялась на основании специального квалификационного рейтинга FIS по состоянию на 21 января 2018 года. По итогам квалификационного отбора сборная Чехии завоевала 4 олимпийские лицензии.
Мужчины
| Соревнование              | Спортсмены                                               | Прыжки с трамплина          | Прыжки с трамплина | Лыжная гонка | Лыжная гонка                            | Лыжная гонка | Итоговое время                          | Место | Отставание                              |
| Соревнование              | Спортсмены                                               | Результат                   | Место              | Гандикап     | Результат                               | Место        | Итоговое время                          | Место | Отставание                              |
| ------------------------- | -------------------------------------------------------- | --------------------------- | ------------------ | ------------ | --------------------------------------- | ------------ | --------------------------------------- | ----- | --------------------------------------- |
| нормальный трамплин/10 км | Мирослав Дворжак                                         | 89,8                        | 28                 | +2:43        | 24:40,4                                 | 14           | 27:23,4                                 | 21    | +2:32,0                                 |
| нормальный трамплин/10 км | Томаш Портык                                             | 89,3                        | 29                 | +2:45        | 24:46,4                                 | 17           | 27:31,4                                 | 24    | +2:40,0                                 |
| нормальный трамплин/10 км | Ондржей Пажоут                                           | 95,8                        | 22                 | +2:19        | 25:46,8                                 | 37           | 28:05,8                                 | 34    | +3:14,4                                 |
| нормальный трамплин/10 км | Лукаш Данек                                              | DSQ                         | —                  | —            | —                                       | —            | —                                       | —     | —                                       |
| большой трамплин/10 км    | Томаш Портык                                             | 111,5                       | 18                 | +1:50        | 24:04,9                                 | 19           | 25:54,9                                 | 19    | +2:02,4                                 |
| большой трамплин/10 км    | Мирослав Дворжак                                         | 99,9                        | 29                 | +2:36        | 24:23,3                                 | 29           | 26:59,3                                 | 26    | +3:06,8                                 |
| большой трамплин/10 км    | Ондржей Пажоут                                           | 105,2                       | 26                 | +2:15        | 25:32,4                                 | 41           | 27:47,4                                 | 37    | +3:54,9                                 |
| большой трамплин/10 км    | Лукаш Данек                                              | 78,7                        | 44                 | +4:01        | 26:36,1                                 | 46           | 30:37,1                                 | 46    | +6:44,6                                 |
| эстафета                  | Томаш Портык Ондржей Пажоут Лукаш Данек Мирослав Дворжак | 382,2 112,6 100,1 81,5 88,0 | 6 7 8 6            | +1:56        | 48:11,1 11:41,5 12:09,3 12:08,1 12:12,2 | 8 6 8 10     | 50:07,1 13:37,5 25:46,8 37:54,9 50:07,1 | 7 6 7 | +3:57,3 +1:57,7 +2:42,9 +3:45,6 +3:57,3 |

#### Лыжные гонки
Квалификация спортсменов для участия в Олимпийских играх осуществлялась на основании специального квалификационного рейтинга FIS по состоянию на 21 января 2018 года. Для получения олимпийской лицензии категории «A» спортсменам необходимо было набрать максимум 100 очков в дистанционном рейтинге FIS. При этом каждый НОК может заявить на Игры 1 мужчину и 1 женщины, если они выполнили квалификационный критерий «B», по которому они смогут принять участие в спринте и гонках на 10 км для женщин или 15 км для мужчин. По итогам квалификационного отбора сборная Чехии завоевала 6 олимпийских лицензий категории «A», а после перераспределения квот получила ещё четыре.
Мужчины
Дистанционные гонки
| Соревнование              | Спортсмены                                   | Результат                                 | Место   | Отставание                              |
| ------------------------- | -------------------------------------------- | ----------------------------------------- | ------- | --------------------------------------- |
| 15 км свободным стилем    | Мартин Якш                                   | 35:05,2                                   | 16      | +1:21,3                                 |
| 15 км свободным стилем    | Петр Кноп                                    | 35:35,5                                   | 24      | +1:51,6                                 |
| 15 км свободным стилем    | Алеш Разим                                   | 35:59,0                                   | 30      | +2:15,1                                 |
| 15 км свободным стилем    | Михал Новак                                  | 36:42,4                                   | 46      | +2:58,5                                 |
| скиатлон 15+15 км         | Мартин Якш                                   | 1:16:53,8                                 | 9       | +33,8                                   |
| скиатлон 15+15 км         | Петр Кноп                                    | 1:20:12,1                                 | 38      | +3:52,1                                 |
| скиатлон 15+15 км         | Алеш Разим                                   | 1:23:33,8                                 | 55      | +7:13,8                                 |
| 50 км классическим стилем | Мартин Якш                                   | 2:12:32,6                                 | 8       | +4:10,5                                 |
| 50 км классическим стилем | Алеш Разим                                   | 2:22:06,8                                 | 41      | +13:44,7                                |
| 50 км классическим стилем | Петр Кноп                                    | 2:29:20,9                                 | 55      | +20:58,8                                |
| 50 км классическим стилем | Мирослав Рыпл                                | DNF                                       | DNF     | DNF                                     |
| эстафета 4×10 км          | Алеш Разим Мартин Якш Петр Кноп Михаил Новак | 1:37:23,0 25:55,9 25:22,0 22:33,5 23:31,6 | 10 9 10 | +4:18,1 +1:15,0 +1:59,1 +2:40,8 +4:18,1 |

Спринт
| Соревнование     | Спортсмены            | Квалификация  | Квалификация  | Четвертьфинал        | Четвертьфинал        | Четвертьфинал        | Полуфинал            | Полуфинал            | Полуфинал            | Финал                | Финал                | Итоговое место |
| Соревнование     | Спортсмены            | Результат     | Место         | Заезд                | Результат            | Место                | Заезд                | Результат            | Место                | Результат            | Место                | Итоговое место |
| ---------------- | --------------------- | ------------- | ------------- | -------------------- | -------------------- | -------------------- | -------------------- | -------------------- | -------------------- | -------------------- | -------------------- | -------------- |
| спринт           | Алеш Разим            | 3:21,05       | 43            | завершил выступление | завершил выступление | завершил выступление | завершил выступление | завершил выступление | завершил выступление | завершил выступление | завершил выступление | 43             |
| спринт           | Мирослав Рыпл         | 3:27,46       | 58            | завершил выступление | завершил выступление | завершил выступление | завершил выступление | завершил выступление | завершил выступление | завершил выступление | завершил выступление | 58             |
| спринт           | Михал Новак           | 3:28,33       | 60            | завершил выступление | завершил выступление | завершил выступление | завершил выступление | завершил выступление | завершил выступление | завершил выступление | завершил выступление | 60             |
| командный спринт | Мартин Якш Алеш Разим | не проводится | не проводится | не проводится        | не проводится        | не проводится        | 2                    | 16:08,78 LL          | 5                    | 16:24,83             | 7                    | 7              |

Женщины
Дистанционные гонки
| Соревнование              | Спортсмены                                                              | Результат                               | Место         | Отставание                            |
| ------------------------- | ----------------------------------------------------------------------- | --------------------------------------- | ------------- | ------------------------------------- |
| 10 км свободным стилем    | Петра Новакова                                                          | 27:33,8                                 | 28            | +2:33,3                               |
| 10 км свободным стилем    | Катержина Бероушкова                                                    | 28:14,4                                 | 45            | +3:13,9                               |
| 10 км свободным стилем    | Барбора Гавличкова                                                      | 29:00,7                                 | 59            | +4:00,2                               |
| 10 км свободным стилем    | Петра Гинчицова                                                         | 29:09,9                                 | 60            | +4:09,4                               |
| скиатлон 7,5+7,5 км       | Петра Новакова                                                          | 43:55,6                                 | 28            | +3:10,7                               |
| скиатлон 7,5+7,5 км       | Катержина Бероушкова                                                    | 44:32,7                                 | 38            | +3:47,8                               |
| скиатлон 7,5+7,5 км       | Барбора Гавличкова                                                      | 45:12,1                                 | 43            | +4:27,2                               |
| скиатлон 7,5+7,5 км       | Петра Гинчицова                                                         | 45:42,4                                 | 47            | +4:57,5                               |
| 30 км классическим стилем | Катержина Бероушкова                                                    | 1:31:41,4                               | 23            | +9:23,8                               |
| 30 км классическим стилем | Петра Гинчицова                                                         | 1:39:14,7                               | 39            | +16:57,1                              |
| эстафета 4×5 км           | Катержина Бероушкова Каролина Грогова Петра Новакова Барбора Гавличкова | 55:17,1 14:06,2 14:49,4 12:45,3 13:36,2 | 11 7 11 10 11 | +3:52,8 +41,7 +1:40,6 +2:12,8 +3:52,8 |

Спринт
| Соревнование     | Спортсмены                          | Квалификация  | Квалификация  | Четвертьфинал         | Четвертьфинал         | Четвертьфинал         | Полуфинал             | Полуфинал             | Полуфинал             | Финал                 | Финал                 | Итоговое место |
| Соревнование     | Спортсмены                          | Результат     | Место         | Заезд                 | Результат             | Место                 | Заезд                 | Результат             | Место                 | Результат             | Место                 | Итоговое место |
| ---------------- | ----------------------------------- | ------------- | ------------- | --------------------- | --------------------- | --------------------- | --------------------- | --------------------- | --------------------- | --------------------- | --------------------- | -------------- |
| спринт           | Катержина Бероушкова                | 3:20,09       | 23 Q          | 3                     | 3:27,43               | 6                     | завершила выступление | завершила выступление | завершила выступление | завершила выступление | завершила выступление | 26             |
| спринт           | Каролина Грогова                    | 3:30,91       | 43            | завершила выступление | завершила выступление | завершила выступление | завершила выступление | завершила выступление | завершила выступление | завершила выступление | завершила выступление | 43             |
| спринт           | Петра Гинчицова                     | 3:32,03       | 45            | завершила выступление | завершила выступление | завершила выступление | завершила выступление | завершила выступление | завершила выступление | завершила выступление | завершила выступление | 45             |
| командный спринт | Катержина Бероушкова Петра Новакова | не проводится | не проводится | не проводится         | не проводится         | не проводится         | 1                     | 16:53,06              | 5                     | завершили выступление | завершили выступление | 11             |

#### Прыжки на лыжах с трамплина
Квалификация спортсменов для участия в Олимпийских играх осуществлялась на основании специального квалификационного рейтинга FIS по состоянию на 21 января 2018 года. По итогам квалификационного отбора сборная Чехии завоевала 5 олимпийских лицензий.
Мужчины
| Соревнование         | Спортсмены      | Квалификация  | Квалификация  | Финал                | Финал                | Финал                | Финал                | Финал                | Финал                | Итоговое место |
| Соревнование         | Спортсмены      | Результат     | Место         | 1 прыжок             | 1 прыжок             | 2 прыжок             | 2 прыжок             | Всего                | Место                | Итоговое место |
| Соревнование         | Спортсмены      | Результат     | Место         | Результат            | Место                | Результат            | Место                | Всего                | Место                | Итоговое место |
| -------------------- | --------------- | ------------- | ------------- | -------------------- | -------------------- | -------------------- | -------------------- | -------------------- | -------------------- | -------------- |
| нормальный трамплин  | Роман Коуделька | 114,5         | 24 Q          |                      |                      |                      |                      |                      |                      |                |
| нормальный трамплин  | Виктор Полашек  | 90,1          | 47 Q          |                      |                      |                      |                      |                      |                      |                |
| нормальный трамплин  | Войтех Штурса   | 81,5          | 53            | Завершил выступление | Завершил выступление | Завершил выступление | Завершил выступление | Завершил выступление | Завершил выступление | 53             |
| нормальный трамплин  | Честмир Кожишек | 80,6          | 54            | Завершил выступление | Завершил выступление | Завершил выступление | Завершил выступление | Завершил выступление | Завершил выступление | 54             |
| большой трамплин     | Роман Коуделька |               |               |                      |                      |                      |                      |                      |                      |                |
| большой трамплин     | Честмир Кожишек |               |               |                      |                      |                      |                      |                      |                      |                |
| большой трамплин     | Лукаш Глава     |               |               |                      |                      |                      |                      |                      |                      |                |
| большой трамплин     | Виктор Полашек  |               |               |                      |                      |                      |                      |                      |                      |                |
| большой трамплин     | Войтех Штурса   |               |               |                      |                      |                      |                      |                      |                      |                |
| командное первенство |                 | Не проводится | Не проводится |                      |                      |                      |                      |                      |                      |                |

#### Сноуборд
По сравнению с прошлыми Играми в программе соревнований произошёл ряд изменений. Вместо параллельного слалома были добавлены соревнования в биг-эйре. Во всех дисциплинах, за исключением мужского сноуборд-кросса, изменилось количество участников соревнований, был отменён полуфинальный раунд, а также в финалах фристайла спортсмены стали выполнять по три попытки. Квалификация спортсменов для участия в Олимпийских играх осуществлялась на основании специального квалификационного рейтинга FIS по состоянию на 21 января 2018 года. Для каждой дисциплины были установлены определённые условия, выполнив которые спортсмены могли претендовать на попадание в состав сборной для участия в Олимпийских играх. По итогам квалификационного отбора сборная Чехии завоевала 6 олимпийских лицензий, а после перераспределения квот получила ещё одну.
Мужчины
Фристайл
| Соревнование | Спортсмены | Квалификация | Квалификация | Квалификация | Квалификация | Финал                | Финал                | Финал                | Финал                | Итоговое место |
| Соревнование | Спортсмены | Заезд        | 1 спуск      | 2 спуск      | Место        | 1 спуск              | 2 спуск              | 3 спуск              | Место                | Итоговое место |
| ------------ | ---------- | ------------ | ------------ | ------------ | ------------ | -------------------- | -------------------- | -------------------- | -------------------- | -------------- |
| слоупстайл   | Петр Горак | 2            | 41,93        | 39,05        | 15           | завершил выступление | завершил выступление | завершил выступление | завершил выступление | 27             |
| биг-эйр      | Петр Горак | 1            | DNS          | DNS          | —            | завершил выступление | завершил выступление | завершил выступление | завершил выступление | —              |

Сноуборд-кросс
| Соревнование   | Спортсмены | Квалификация | Квалификация | Квалификация | 1/8 финала | 1/8 финала | Четвертьфинал        | Четвертьфинал        | Полуфинал            | Полуфинал            | Финал                | Итоговое место |
| Соревнование   | Спортсмены | 1 спуск      | 2 спуск      | Место        | Заезд      | Место      | Заезд                | Место                | Заезд                | Место                | Место                | Итоговое место |
| -------------- | ---------- | ------------ | ------------ | ------------ | ---------- | ---------- | -------------------- | -------------------- | -------------------- | -------------------- | -------------------- | -------------- |
| сноуборд-кросс | Ян Кубичик | 1:15,73      | 1:16,25      | 32           | 2          | 5          | завершил выступление | завершил выступление | завершил выступление | завершил выступление | завершил выступление | 35             |

Женщины
Фристайл
| Соревнование | Спортсмены         | Квалификация | Квалификация | Квалификация | Квалификация | Финал                 | Финал                 | Финал                 | Финал                 | Итоговое место |
| Соревнование | Спортсмены         | Заезд        | 1 спуск      | 2 спуск      | Место        | 1 спуск               | 2 спуск               | 3 спуск               | Место                 | Итоговое место |
| ------------ | ------------------ | ------------ | ------------ | ------------ | ------------ | --------------------- | --------------------- | --------------------- | --------------------- | -------------- |
| слоупстайл   | Шарка Панчохова    | отменена     | отменена     | отменена     | отменена     | 43,46                 | 39,18                 | отменён               | 16                    | 16             |
| биг-эйр      | Шарка Панчохова    | 1            | 65,50        | 30,00        | 19           | завершила выступление | завершила выступление | завершила выступление | завершила выступление | 19             |
| биг-эйр      | Катержина Воячкова | 1            | 19,00        | 10,50        | 26           | завершила выступление | завершила выступление | завершила выступление | завершила выступление | 26             |

Сноуборд-кросс
| Соревнование   | Спортсмены        | Квалификация | Квалификация   | Квалификация | Четвертьфинал | Четвертьфинал | Полуфинал             | Полуфинал             | Финал                 | Итоговое место |
| Соревнование   | Спортсмены        | 1 спуск      | 2 спуск        | Место        | Заезд         | Место         | Заезд                 | Место                 | Место                 | Итоговое место |
| -------------- | ----------------- | ------------ | -------------- | ------------ | ------------- | ------------- | --------------------- | --------------------- | --------------------- | -------------- |
| сноуборд-кросс | Ева Самкова       | 1:16,84      | не участвовала | 1 Q          | 1             | 2 Q           | 1                     | 1 Q                   | 3                     | 3              |
| сноуборд-кросс | Вендула Гопьякова | DNF          | DNF            | 24 Q         | 1             | DNS           | завершила выступление | завершила выступление | завершила выступление | 24             |

Слалом
| Соревнование                   | Спортсмены     | Квалификация | Квалификация | Квалификация | Квалификация | 1/8 финала                | Четвертьфинал             | Полуфинал                  | Финал                  | Место |
| Соревнование                   | Спортсмены     | Синий курс   | Красный курс | Всего        | Место        | Соперник Результат        | Соперник Результат        | Соперник Результат         | Соперник Результат     | Место |
| ------------------------------ | -------------- | ------------ | ------------ | ------------ | ------------ | ------------------------- | ------------------------- | -------------------------- | ---------------------- | ----- |
| параллельный гигантский слалом | Эстер Ледецкая | 45,58        | 43,32        | 1:28,90      | 1 Q          | SUIП. Куммер (16) В −0,71 | AUTД. Ульбинг (8) В −0,97 | GERР. Хофмайстер (5) В DNF | GERС. Йорг (3) В −0,46 | 1     |

#### Фристайл
По сравнению с прошлыми Играми изменения произошли в хафпайпе и слоупстайле. Теперь в финалах этих дисциплин фристайлисты стали выполнять по три попытки, при этом итоговое положение спортсменов по-прежнему определяется по результату лучшей из них. Квалификация спортсменов для участия в Олимпийских играх осуществлялась на основании специального квалификационного рейтинга FIS по состоянию на 21 января 2018 года. Для каждой дисциплины были установлены определённые условия, выполнив которые спортсмены могли претендовать на попадание в состав сборной для участия в Олимпийских играх. По итогам квалификационного отбора сборная Чехии завоевала 2 олимпийских лицензий в женском ски-кроссе, однако позднее от одной из них отказалась.
Женщины
Ски-кросс
| Соревнование | Спортсмены      | Квалификация | Квалификация | 1/8 финала | 1/8 финала | Четвертьфинал | Четвертьфинал | Полуфинал             | Полуфинал             | Финал                 | Итоговое место |
| Соревнование | Спортсмены      | Результат    | Место        | Заезд      | Место      | Заезд         | Место         | Заезд                 | Место                 | Место                 | Итоговое место |
| ------------ | --------------- | ------------ | ------------ | ---------- | ---------- | ------------- | ------------- | --------------------- | --------------------- | --------------------- | -------------- |
| ски-кросс    | Николь Кучерова | 1:15,61      | 13 Q         | 4          | 2 Q        | 2             | 4             | завершила выступление | завершила выступление | завершила выступление | 14             |

### Санный спорт
Квалификация спортсменов для участия в Олимпийских играх осуществлялась на основании рейтинга Кубка мира FIL по состоянию на 1 января 2018 года. По его результатам сборная Чехии смогла завоевать две лицензии в мужских двойках и одну в одиночках. Ещё одну дополнительную лицензию в женских одиночках чешские саночники получили для участия в смешанной эстафете.
Мужчины
| Соревнование | Спортсмены                  | 1 заезд   | 1 заезд | 2 заезд   | 2 заезд | 3 заезд       | 3 заезд       | 4 заезд              | 4 заезд              | Итоговый результат | Итоговое место | Отставание |
| Соревнование | Спортсмены                  | Результат | Место   | Результат | Место   | Результат     | Место         | Результат            | Место                | Итоговый результат | Итоговое место | Отставание |
| ------------ | --------------------------- | --------- | ------- | --------- | ------- | ------------- | ------------- | -------------------- | -------------------- | ------------------ | -------------- | ---------- |
| одиночки     | Ондржей Гиман               | 48,324    | 23      | 48,276    | 20      | 48,313        | 25            | завершил выступление | завершил выступление | 2:24,913           | 21             | —          |
| двойки       | Лукаш Брож Антонин Брож     | 46,570    | 12      | 46,582    | 16      | не проводится | не проводится | не проводится        | не проводится        | 1:33,152           | 13             | +1,455     |
| двойки       | Матей Квичала Яромир Кудера | 46,818    | 16      | 46,910    | 18      | не проводится | не проводится | не проводится        | не проводится        | 1:33,728           | 18             | +2,031     |

Женщины
| Соревнование | Спортсмены     | 1 заезд   | 1 заезд | 2 заезд   | 2 заезд | 3 заезд   | 3 заезд | 4 заезд               | 4 заезд               | Итоговый результат | Итоговое место | Отставание |
| Соревнование | Спортсмены     | Результат | Место   | Результат | Место   | Результат | Место   | Результат             | Место                 | Итоговый результат | Итоговое место | Отставание |
| ------------ | -------------- | --------- | ------- | --------- | ------- | --------- | ------- | --------------------- | --------------------- | ------------------ | -------------- | ---------- |
| одиночки     | Тереза Носкова | 47,813    | 26      | 48,132    | 27      | 47,921    | 27      | завершила выступление | завершила выступление | 2:23,866           | 26             | —          |

Смешанные команды
| Соревнование | Спортсмены                                             | Женщины   | Женщины | Мужчины   | Мужчины | Двойки    | Двойки | Итоговый результат | Итоговое место | Отставание |
| Соревнование | Спортсмены                                             | Результат | Место   | Результат | Место   | Результат | Место  | Итоговый результат | Итоговое место | Отставание |
| ------------ | ------------------------------------------------------ | --------- | ------- | --------- | ------- | --------- | ------ | ------------------ | -------------- | ---------- |
| эстафета     | Тереза Носкова Ондржей Гиман Лукаш Брож / Антонин Брож | 48,238    | 12      | 49,178    | 10      | 49,645    | 11     | 2:27,061           | 12             | +2,544     |

### Хоккей

#### Мужчины
Первые 8 сборных в рейтинге IIHF после чемпионата мира 2015 года автоматически квалифицировались для участия в мужском олимпийском турнире. Сборная Чехии заняла в этом рейтинге 6-е место, в результате чего квалифицировалась в группу A олимпийского турнира. 15 января тренерский штаб объявил состав сборной Чехии для участия в Олимпийских играх.
Состав
| Номер | Имя             | Хват   | Рост, см | Вес, кг | Дата рождения | Клуб      | Игры | ПШ | КН   | %ОБ   |
| ----- | --------------- | ------ | -------- | ------- | ------------- | --------- | ---- | -- | ---- | ----- |
| 32    | Патрик Бартошак | Левый  | 185      | 88      | 29.03.1993    | Витковице | 0    | 0  | 0,00 | 0,00  |
| 33    | Павел Францоуз  | Правый | 182      | 81      | 03.06.1990    | Трактор   | 6    | 14 | 2,27 | 90,48 |
| 38    | Доминик Фурх    | Левый  | 188      | 91      | 19.04.1990    | Авангард  | 0    | 0  | 0,00 | 0,00  |

| Номер | Имя             | Позиция    | Хват   | Рост, см | Вес, кг | Дата рождения | Клуб                   | Игры | Шайбы | Передачи |
| ----- | --------------- | ---------- | ------ | -------- | ------- | ------------- | ---------------------- | ---- | ----- | -------- |
| 10    | Роман Червенка  | Нападающий | Левый  | 182      | 89      | 10.12.1985    | Фрибур-Готтерон        | 6    | 3     | 1        |
| 16    | Михал Бирнер    | Нападающий | Левый  | 183      | 91      | 02.03.1986    | Фрибур-Готтерон        | 6    | 0     | 3        |
| 18    | Доминик Кубалик | Нападающий | Левый  | 187      | 81      | 21.08.1995    | Амбри-Пиотта           | 5    | 2     | 0        |
| 23    | Ондржей Немец   | Защитник   | Правый | 182      | 92      | 18.04.1984    | Комета                 | 6    | 0     | 0        |
| 27    | Мартин Ружичка  | Нападающий | Правый | 179      | 81      | 15.12.1985    | Оцеларжи               | 6    | 1     | 1        |
| 29    | Ян Коларж       | Защитник   | Левый  | 190      | 93      | 22.11.1986    | Амур                   | 6    | 1     | 2        |
| 33    | Павел Францоуз  | Вратарь    | Правый | 182      | 81      | 03.06.1990    | Трактор                | 6    | 0     | 1        |
| 42    | Петр Коукал     | Нападающий | Левый  | 177      | 83      | 16.08.1982    | Маунтфилд              | 6    | 1     | 0        |
| 43    | Ян Коварж       | Нападающий | Правый | 181      | 98      | 20.03.1990    | Металлург Магнитогорск | 6    | 3     | 2        |
| 47    | Михал Йордан    | Защитник   | Левый  | 185      | 88      | 17.07.1990    | Амур                   | 5    | 1     | 0        |
| 51    | Роман Горак     | Нападающий | Левый  | 182      | 77      | 09.01.1994    | Витязь                 | 6    | 0     | 3        |
| 61    | Адам Полашек    | Защитник   | Левый  | 190      | 94      | 12.07.1991    | Сочи                   | 6    | 0     | 1        |
| 62    | Михал Ржепик    | Нападающий | Правый | 179      | 87      | 31.12.1988    | Спарта                 | 6    | 3     | 2        |
| 64    | Иржи Секач      | Нападающий | Левый  | 187      | 82      | 10.06.1992    | Ак Барс                | 5    | 0     | 1        |
| 65    | Войтех Мозик    | Защитник   | Правый | 190      | 91      | 26.12.1992    | Витязь                 | 6    | 0     | 2        |
| 69    | Лукаш Радил     | Нападающий | Левый  | 191      | 91      | 05.08.1990    | Спартак                | 6    | 0     | 0        |
| 74    | Ондржей Витасек | Защитник   | Левый  | 193      | 97      | 04.09.1990    | Югра                   | 2    | 0     | 0        |
| 79    | Томаш Зогорна   | Нападающий | Левый  | 185      | 83      | 03.01.1988    | Амур                   | 6    | 0     | 0        |
| 82    | Михал Вондрка   | Нападающий | Левый  | 185      | 86      | 17.05.1982    | Пираты                 | 2    | 0     | 0        |
| 84    | Томаш Кундратек | Защитник   | Правый | 187      | 91      | 26.12.1989    | Торпедо                | 5    | 1     | 0        |
| 86    | Томаш Мертл     | Нападающий | Левый  | 175      | 82      | 11.03.1986    | Шкода                  | 6    | 0     | 1        |
| 87    | Якуб Накладал   | Защитник   | Правый | 187      | 96      | 30.12.1987    | Локомотив              | 6    | 0     | 2        |
| 91    | Мартин Эрат     | Нападающий | Левый  | 182      | 89      | 29.08.1981    | Комета                 | 6    | 0     | 1        |

| Должность            | Имя            | Гражданство | Дата рождения |
| -------------------- | -------------- | ----------- | ------------- |
| Главный тренер       | Йозеф Яндач    | Чехия       | 12.11.1968    |
| Ассистент тренера    | Иржи Калоус    | Чехия       | 06.12.1964    |
| Ассистент тренера    | Ярослав Шпачек | Чехия       | 11.02.1974    |
| Ассистент тренера    | Вацлав Проспал | Чехия       | 17.02.1975    |
| Генеральный менеджер | Милан Гниличка | Чехия       | 22.06.1973    |

Предварительный раунд
Группа A
|  | Команды, выходящие в четвертьфинал         |
|  | Команды, выходящие в квалификацию плей-офф |

| М | Сборная          | И | В | ВО | ПО | П | ШЗ | ШП | РШ  | О |
| - | ---------------- | - | - | -- | -- | - | -- | -- | --- | - |
| 1 | Чехия            | 3 | 2 | 1  | 0  | 0 | 9  | 4  | +5  | 8 |
| 2 | Канада           | 3 | 2 | 0  | 1  | 0 | 11 | 4  | +7  | 7 |
| 3 | Швейцария        | 3 | 1 | 0  | 0  | 2 | 10 | 9  | +1  | 3 |
| 4 | Республика Корея | 3 | 0 | 0  | 0  | 3 | 1  | 14 | -13 | 0 |

Время местное (UTC+9).
| 15 февраля 2018 21:10 | Чехия | 2 : 1 (2:1, 0:0, 0:0) | Республика Корея | Хоккейный центр Каннын Зрителей: 6025 |

| Отчёт                                                                                               | Отчёт                        | Отчёт                                     | Отчёт                     | Отчёт                                                                          |
| --------------------------------------------------------------------------------------------------- | ---------------------------- | ----------------------------------------- | ------------------------- | ------------------------------------------------------------------------------ |
| |                              |                                           |                           |                                                                                |
| | Павел Францоуз — 00:00-60:00 | Вратари                                   | 00:00-58:57 — Мэтт Далтон | Судьи: Марк Лемелин Линус Элунд Линейные судьи: Хенрик Пихллад Сакари Суоминен |
| | Голы:                        |                                           |                           | Судьи: Марк Лемелин Линус Элунд Линейные судьи: Хенрик Пихллад Сакари Суоминен |
| Ян Коварж (бол.) — 11:59 (М. Ржепик, И. Секач) Михал Ржепик (мен.) — 16:18 (М. Бирнер, П. Францоуз) | 0:1 :1 2:1                   | 07:34 — Чо Мин Хо (Б. Радунске, М. Свифт) |                           | Судьи: Марк Лемелин Линус Элунд Линейные судьи: Хенрик Пихллад Сакари Суоминен |
| |                              |                                           |                           | Судьи: Марк Лемелин Линус Элунд Линейные судьи: Хенрик Пихллад Сакари Суоминен |
| |                              |                                           |                           | Судьи: Марк Лемелин Линус Элунд Линейные судьи: Хенрик Пихллад Сакари Суоминен |
| |                              |                                           |                           | Судьи: Марк Лемелин Линус Элунд Линейные судьи: Хенрик Пихллад Сакари Суоминен |
| 8 мин                                                                                               | Штраф                        | 6 мин                                     |                           | Судьи: Марк Лемелин Линус Элунд Линейные судьи: Хенрик Пихллад Сакари Суоминен |
| |                              |                                           |                           |                                                                                |
| | 40                           | Броски                                    | 18                        |                                                                                |

| 17 февраля 2018 12:10 | Канада | 2 : 3 (Б) (2:1, 0:1, 0:0: 0:0, 0:1) | Чехия | Хоккейный центр Каннын Зрителей: 6731 |

| Отчёт | Отчёт                        | Отчёт | Отчёт                        | Отчёт                                                                         |
| --- | ---------------------------- | --- | ---------------------------- | ----------------------------------------------------------------------------- |
| |                              | |                              |                                                                               |
| | Бен Скривенс — 00:00-65:00   | Вратари | 00:00-65:00 — Павел Францоуз | Судьи: Роман Гофман Ансси Салонен Линейные судьи: Глеб Лазарев Джадсон Риттер |
| | Голы:                        | |                              | Судьи: Роман Гофман Ансси Салонен Линейные судьи: Глеб Лазарев Джадсон Риттер |
| Мэйсон Рэймонд (бол.) — 01:13 (Л. Вей, М.-А. Граньяни) Рене Бурк (бол.) — 13:30 (М. Норо, Ж. Брюле) Максим Лапьер Войтек Вольски Дерек Рой Рене Бурк Максим Норо | 1:0 1:1 2:1 2:2 2:3 Буллиты: | 06:52 — Доминик Кубалик 20:25 — Михал Йордан (М. Бирнер, Р. Горак) 65:00 — Ян Коварж (поб. бул.) Мартин Ружичка Петр Коукал Ян Коварж Роман Червенка |                              | Судьи: Роман Гофман Ансси Салонен Линейные судьи: Глеб Лазарев Джадсон Риттер |
| |                              | |                              | Судьи: Роман Гофман Ансси Салонен Линейные судьи: Глеб Лазарев Джадсон Риттер |
| |                              | |                              | Судьи: Роман Гофман Ансси Салонен Линейные судьи: Глеб Лазарев Джадсон Риттер |
| |                              | |                              | Судьи: Роман Гофман Ансси Салонен Линейные судьи: Глеб Лазарев Джадсон Риттер |
| 6 мин | Штраф                        | 10 мин |                              | Судьи: Роман Гофман Ансси Салонен Линейные судьи: Глеб Лазарев Джадсон Риттер |
| |                              | |                              |                                                                               |
| | 33                           | Броски | 21                           |                                                                               |

| 18 февраля 2018 16:40 | Чехия | 4 : 1 (1:1, 0:0, 3:0) | Швейцария | Хоккейный центр Каннын Зрителей: 6137 |

| Отчёт | Отчёт                        | Отчёт                                        | Отчёт                                              | Отчёт                                                                                 |
| --- | ---------------------------- | -------------------------------------------- | -------------------------------------------------- | ------------------------------------------------------------------------------------- |
| |                              |                                              |                                                    |                                                                                       |
| | Павел Францоуз — 00:00-60:00 | Вратари                                      | 00:00-56:38 — Йонас Хиллер 58:40-58:54 59:11-60:00 | Судьи: Бретт Айверсон Константин Оленин Линейные судьи: Джадсон Риттер Натан Ваностен |
| | Голы:                        |                                              |                                                    | Судьи: Бретт Айверсон Константин Оленин Линейные судьи: Джадсон Риттер Натан Ваностен |
| Михал Ржепик (бол.) — 07:09 (М. Эрат, Р. Горак) Доминик Кубалик — 43:02 (Я. Коварж, Я. Коларж) Роман Червенка — 58:40 (п.в.) (Я. Коларж) Михал Ржепик (п.в.) — 59:11 (М. Бирнер, Я. Накладал) | 1:0 1:1 2:1 3:1 4:1          | 14:47 — Томас Рюфенахт (А. Амбюль, П. Зутер) |                                                    | Судьи: Бретт Айверсон Константин Оленин Линейные судьи: Джадсон Риттер Натан Ваностен |
| |                              |                                              |                                                    | Судьи: Бретт Айверсон Константин Оленин Линейные судьи: Джадсон Риттер Натан Ваностен |
| |                              |                                              |                                                    | Судьи: Бретт Айверсон Константин Оленин Линейные судьи: Джадсон Риттер Натан Ваностен |
| |                              |                                              |                                                    | Судьи: Бретт Айверсон Константин Оленин Линейные судьи: Джадсон Риттер Натан Ваностен |
| 10 мин | Штраф                        | 2 мин                                        |                                                    | Судьи: Бретт Айверсон Константин Оленин Линейные судьи: Джадсон Риттер Натан Ваностен |
| |                              |                                              |                                                    |                                                                                       |
| | 28                           | Броски                                       | 29                                                 |                                                                                       |

Четвертьфинал
| 21 февраля 2018 12:10 | Чехия | 3 : 2 (Б) (1:1, 1:1, 0:0, 0:0, 1:0) | США | Хоккейный центр Каннын Зрителей: 2948 |

| Отчёт | Отчёт                        | Отчёт                                                                   | Отчёт                         | Отчёт                                                                       |
| --- | ---------------------------- | ----------------------------------------------------------------------- | ----------------------------- | --------------------------------------------------------------------------- |
| |                              |                                                                         |                               |                                                                             |
| | Павел Францоуз — 00:00-70:00 | Вратари                                                                 | 00:00-70:00 — Райан Запольски | Судьи: Оливье Гуен Линус Элунд Линейные судьи: Роман Кадерли Ханну Сормунен |
| | Голы:                        |                                                                         |                               | Судьи: Оливье Гуен Линус Элунд Линейные судьи: Роман Кадерли Ханну Сормунен |
| Ян Коларж — 15:12 (Я. Коварж) Томаш Кундратек — 28:14 (М. Ружичка, В. Мозик) Петр Коукал (поб. бул.) — 70:00 | 0:1 :1 2:1 2:2 3:2           | 06:20 — Райан Донато (Т. Терри) 30:23 — Джим Слейтер (мен.) (Б. О'Нилл) |                               | Судьи: Оливье Гуен Линус Элунд Линейные судьи: Роман Кадерли Ханну Сормунен |
| |                              |                                                                         |                               | Судьи: Оливье Гуен Линус Элунд Линейные судьи: Роман Кадерли Ханну Сормунен |
| |                              |                                                                         |                               | Судьи: Оливье Гуен Линус Элунд Линейные судьи: Роман Кадерли Ханну Сормунен |
| |                              |                                                                         |                               | Судьи: Оливье Гуен Линус Элунд Линейные судьи: Роман Кадерли Ханну Сормунен |
| 10 мин | Штраф                        | 8 мин                                                                   |                               | Судьи: Оливье Гуен Линус Элунд Линейные судьи: Роман Кадерли Ханну Сормунен |
| |                              |                                                                         |                               |                                                                             |
| | 29                           | Броски                                                                  | 20                            |                                                                             |

Полуфинал
| 23 февраля 2018 16:40 | Чехия | 0 : 3 (0:0, 0:2, 0:1) | Олимпийские спортсмены из России | Хоккейный центр Каннын Зрителей: 4330 |

| Отчёт | Отчёт                                    | Отчёт | Отчёт                          | Отчёт                                                                            |
| ----- | ---------------------------------------- | --- | ------------------------------ | -------------------------------------------------------------------------------- |
|       |                                          | |                                |                                                                                  |
|       | Павел Францоуз — 00:00-57:50 59:39-60:00 | Вратари | 00:00-60:00 — Василий Кошечкин | Судьи: Бретт Айверсон Марк Лемелин Линейные судьи: Джимми Дахмен Сакари Суоминен |
|       | Голы:                                    | |                                | Судьи: Бретт Айверсон Марк Лемелин Линейные судьи: Джимми Дахмен Сакари Суоминен |
|       | 0:1 0:2 0:3                              | 27:47 — Никита Гусев (П. Дацюк) 28:14 — Владислав Гавриков (И. Телегин, М. Григоренко) 59:39 — Илья Ковальчук (п.в.) (А. Зуб, А. Зубарев) |                                | Судьи: Бретт Айверсон Марк Лемелин Линейные судьи: Джимми Дахмен Сакари Суоминен |
|       |                                          | |                                | Судьи: Бретт Айверсон Марк Лемелин Линейные судьи: Джимми Дахмен Сакари Суоминен |
|       |                                          | |                                | Судьи: Бретт Айверсон Марк Лемелин Линейные судьи: Джимми Дахмен Сакари Суоминен |
|       |                                          | |                                | Судьи: Бретт Айверсон Марк Лемелин Линейные судьи: Джимми Дахмен Сакари Суоминен |
| 6 мин | Штраф                                    | 10 мин |                                | Судьи: Бретт Айверсон Марк Лемелин Линейные судьи: Джимми Дахмен Сакари Суоминен |
|       |                                          | |                                |                                                                                  |
|       | 31                                       | Броски | 22                             |                                                                                  |

Матч за 3-е место
| 24 февраля 2018 21:10 | Чехия | 4 : 6 (1:3, 0:0, 3:3) | Канада | Хоккейный центр Каннын Зрителей: 4807 |

| Отчёт | Отчёт                                    | Отчёт | Отчёт                     | Отчёт                                                                                     |
| --- | ---------------------------------------- | --- | ------------------------- | ----------------------------------------------------------------------------------------- |
| |                                          | |                           |                                                                                           |
| | Павел Францоуз — 00:00-57:00 57:55-58:16 | Вратари | 00:00-60:00 — Кевин Пулен | Судьи: Тимоти Майер Константин Оленин Линейные судьи: Фрейзер Макинтайр Александр Отмахов |
| | Голы:                                    | |                           | Судьи: Тимоти Майер Константин Оленин Линейные судьи: Фрейзер Макинтайр Александр Отмахов |
| Мартин Ружичка — 09:13 (Р. Червенка) Ян Коварж — 46:36 (Р. Горак, М. Ржепик) Роман Червенка — 56:26 (Я. Накладал, Т. Мертл) Роман Червенка (бол.) — 57:55 (Р. Горак, В. Мозик) | 0:1 :1 1:2 1:3 1:4 2:4 2:5 2:6 3:6 4:6   | 08:57 — Эндрю Эббетт (бол.) (М. Робинсон, М.-А. Граньяни) 09:28 — Крис Келли (К. Голубеф, Р. Клинкхаммер) 15:57 — Дерек Рой (Б. Козун, Р. Бурк) 45:50 — Эндрю Эббетт (Б. Козун, К. Голубеф) 49:37 — Крис Келли (Р. Клинкхаммер) 55:23 — Войтек Вольски (К. Хауден) |                           | Судьи: Тимоти Майер Константин Оленин Линейные судьи: Фрейзер Макинтайр Александр Отмахов |
| |                                          | |                           | Судьи: Тимоти Майер Константин Оленин Линейные судьи: Фрейзер Макинтайр Александр Отмахов |
| |                                          | |                           | Судьи: Тимоти Майер Константин Оленин Линейные судьи: Фрейзер Макинтайр Александр Отмахов |
| |                                          | |                           | Судьи: Тимоти Майер Константин Оленин Линейные судьи: Фрейзер Макинтайр Александр Отмахов |
| 4 мин | Штраф                                    | 4 мин |                           | Судьи: Тимоти Майер Константин Оленин Линейные судьи: Фрейзер Макинтайр Александр Отмахов |
| |                                          | |                           |                                                                                           |
| | 34                                       | Броски | 26                        |                                                                                           |

Итог: мужская сборная Чехии по хоккею с шайбой по результатам олимпийского турнира заняла 4-е место